# Laviana
Laviana (asturisch Llaviana) ist eine Gemeinde in der autonomen Region Asturien, im Norden Spaniens.

## Lage
Die Gemeinde ist begrenzt von Nava und Bimenes im Norden, im Westen von San Martín del Rey Aurelio, Boal und Mieres, im Osten von Piloña und Sobrescobio im Süden von Aller.

## Geschichte

### Das Wappen
- links oben: Wappen der Familie León > León
- links Mitte: Wappen der Familie León > Frankreich
- links unten: Wappen der Familie Quirós
- rechts oben: Wappen der Familie León > Deutsches Reich (Österreich)
- rechts Mitte: Wappen der Familie León > Kastilien
- rechts unten: Wappen der Familie Alvarez de las Asturias
- Mitte: das Siegeskreuz

### Bis zum Mittelalter
Wie beinahe überall in Asturien bestätigen Funde aus der Bronzezeit die frühe Besiedelung der Region.
 Mehrere Wallburgen aus der Eisenzeit (Castro de El Cercu, El Prau in Castiello und La Corona in Boroñes) sind noch heute zu besichtigen.
Auch die Römer hatten hier eine bedeutende Straße gebaut, die entlang des Flusses Rio Navia verlief. Noch immer bestehen Brücken, die bis heute benutzt werden.

### Bis heute
Der Name „Flaviana“ tauchte das erste Mal 1115 in Unterlagen des Klosters „San Vicente de Oviedo“ auf wo eine Gebietsabgrenzung niedergelegt wurde. 
Im 18. Jahrhundert machte die Region während der spanischen Unabhängigkeitskrieges und der Carlistenaufstände wieder von sich reden.

## Geographie

### Grund und Boden
Der überwiegend aus Kalk-, Schiefer und Sandstein bestehende Untergrund mit den Peña Mea (1.560 m), la Triguera (1.291 m), la Xamoca (1.288 m) und dem Tres Concejos (1.097 m) als größte Erhebungen sind typisch für diese Region.

### Gewässer
Die Gemeinde wird vom Río Navia durchquert.
Die Flüsse Rio Xerra, Rio la Pontona, Rio Tisaña, Rio Soto, El Raigusu, Rio Villoría und Rimontán tragen zu der beeindruckenden Landschaftsformation bei.

### Klima
Wie in weiten Teilen Asturiens herrscht durch die Nähe zum Golfstrom hier ein beinahe mediterranes Klima mit warmen, trockenen Sommern aber kalten Wintern vor, im Herbst kommt es mitunter zu relativ starken Stürmen.

## Politik
Die 17 Sitze des Gemeinderates werden alle 4 Jahre gewählt und sind wie folgt vergeben:
| Sitzverteilung im Gemeinderat von Laviana |      |      |      |      |      |      |      |      |      |      |
| Partei                                    | 1979 | 1983 | 1987 | 1991 | 1995 | 1999 | 2003 | 2007 | 2011 | 2015 |
| PSOE                                      | 8    | 10   | 7    | 7    | 7    | 8    | 8    | 8    | 8    | 8    |
| AP / PP                                   |      | 3    | 1    | 2    | 4    | 4    | 4    | 5    | 3    | 2    |
| PCE / IU / IU-BA / IU-Los Verdes          | 5    | 4    | 5    | 6    | 6    | 3    | 4    | 3    | 3    | 4    |
| FAC                                       |      |      |      |      |      |      |      |      | 3    | 1    |
| PAS / URAS-PAS                            |      |      |      |      |      | 1    |      | 1    |      |      |
| URAS / URAS-PAS                           |      |      |      |      |      | 1    | 1    |      |      |      |
| UCD / CDS                                 | 4    |      | 1    | 1    |      |      |      |      |      |      |
| GIL                                       |      |      | 3    | 1    |      |      |      |      |      |      |
| SLL                                       |      |      |      |      |      |      |      |      |      | 2    |
| Total                                     | 17   | 17   | 17   | 17   | 17   | 17   | 17   | 17   | 17   | 17   |

## Wirtschaft
Wie in weiten Teilen Asturiens ist die Landwirtschaft hier ein schwindender Erwerbszweig. Die Forstwirtschaft hat hier derzeit noch den größten Anteil.
Durch die Lage am Rio Navia ist die Tourismusindustrie speziell für Naturliebhaber, Kanuten und Angler sehr stark im Wachstum begriffen.
 Handel und Produktion findet nur in mittelständischen Betrieben statt.
| TOTAL | 2.280 | 100   |
| Ackerbau, Viehzucht und Fischerei                                                                              | 96    | 4,21  |
| Industrie | 287   | 12,59 |
| Bauwirtschaft                                                                                                  | 275   | 12,06 |
| Dienstleistungsbetriebe                                                                                        | 1.622 | 71,14 |
| * Daten aus dem Statistischen Amt für Wirtschaftliche Entwicklung in Asturien, Stand 2009 (PDF; 108 kB), SADEI |       |       |

## Sehenswürdigkeiten
- Kirche San Nicolás, Grundsteinlegung im 12. Jahrhundert
- Kirche Nuestra Señora del Otero
- La Casona de los Menéndez, Stadtpalast

## Feste und Feiern
In der Gemeinde finden jeden Monat mehrere Veranstaltungen statt, der aktuelle Veranstaltungskalender befindet sich auf der Website der Stadt unter dem Reiter Fiestas.

## Parroquias
Die Gemeinde ist in neun Parroquias unterteilt.
- Barredos
- Carrió
- El Condado (El Condao)
- Entralgo (Entrialgo)
- Lorio (Llorío)
- Pola de Laviana (La Pola de Llaviana)
- Tiraña
- Tolivia
- Villoria

## Söhne und Töchter
- Bernardo Valdés-Hevia y Argüelles (1777–): Politiker, Offizier
- Ramón Álvarez Junco (1809–1858), Missionar auf den Philippinen
- Zeferino González y Díaz Tuñón (1831–1894), Kardinal und Philosoph
- Mariano Menéndez Valdés (1840–1897), Politiker, Schriftsteller Gouverneur
- Francisco Javier Valdés y Noriega (1851–1913), katholischer Geistlicher, Bischof von Puerto Rico, Jaca und zuletzt Salamanca, Dichter und Philosoph
- Norberto del Prado (1852–1918), Autor und Theologe
- Armando Palacio Valdés (1853–1938), Schriftsteller
- Eladio García Jove (1859–1925), Mediziner und Autor
- Emilio Martínez Suárez (1878–1959), Autor und Chronist von La Pola
- Emilio Díaz (1894–1970), Poet
- Eladio Begega (1928–), Fotograf und Maler
- Roberto Canella Suárez (1988–), Fußballspieler, z. Zt. Sporting Gijón
- Los Berrones, Musik-Gruppe der Stilrichtung agro-rock bzw. agro-pop
- Valentín Marcos, spanischer Karateka (Mitglied des Nationalkaders)